# Ciałka Schillera-Duvala

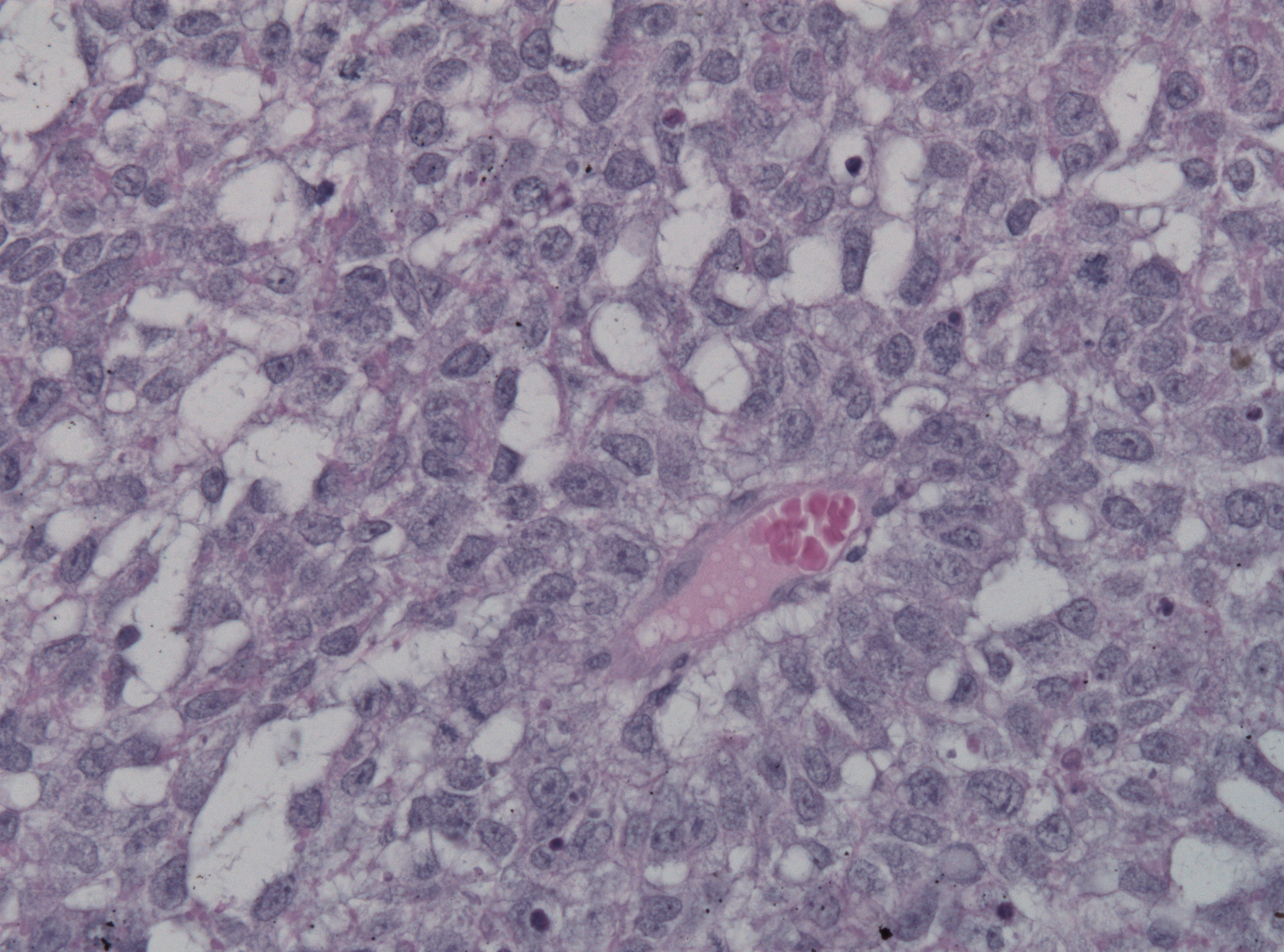
Preparat biopsyjny raka pęcherzyka żółtkowego zawierający ciałka Schillera-Duvala, barwienie H-E

Ciałka Schillera-Duvala – kompleksy drobnych komórek wokół drobnych naczyń krwionośnych, widziane pod mikroskopem w raku pęcherzyka żółtkowego. Występują w około 50% przypadków tego nowotworu, ich obecność jest uznawana za objaw patognomoniczny. 
Opisane po raz pierwszy przez Mathiasa-Marie Duval u szczurów, następnie przez Waltera Schillera u ludzi.